# Хиповолемијски шок
Хиповолемијски шок, је нагло смањење волумена крви у циркулацији, које узрокује смањење ткивне перфузије и поремећај ћелијског метаболизма. Хиповолемијски шок је најчешћи облик шока у хирургији. Шок код повређеног увек сматрати хиповолемијским шоком док се дијагностиком не докаже супротно.
Губитак од 50% волумена крви у циркулацији, довешће до тешких циркулаторних поремећаја и дубоког шока. Код брзог губитка крви као што су; руптуре грудне или трбушне анеуризме, коронарна инсуфицијенција и срчана слабост појава хиповолемијски шока настаје брзо.

## Супротстављени ставови
... Но, без обзира на данас још увек постојеће контроверзе око дефиниције и самог значења речи „шок“, потребно је упозорити да је шок системски поремећај са три веома важне функције:
Први став
Шок је болест целог организма, свих органских система, и прецизније ћелије као основне јединице организма у целини. Не сме се заборавити да је то ћелијски интегритет, интегритет њене мембране и интрацелуларне активност (метаболизам), који се мора вратити и одржати на нормали, жели ли се задржати организам болесника у животу.
Други став
Друга особина шока, као болести суи генерис, је динамичност која влада у организму при одбрани од инзулта. Брзо мењање клиничке слике и патофизиолошки процеси који условљавају и указују на то да статичко гледање на болесника у шоку значи много пута изгубљену битку.
Трећи став
Трећа особина је „место на којем болесник умире“ у шоку. То место јесу митохондрије, тзв. натријска пумпа, лизозомска мембрана и хидролазе што се налазе унутар лизозома. Инзулт, без обзира на узрок, (траума, затајивање миокарда, хеморагија, токсини, краш повреде, опекотине), ангажује цео организам и низ компензаторних акција које, више или мање сврсисходно, имају задатак да успоставе поремећену биолошку равнотежу и врате организам у његово првобитно стање...

## Етиологија
Многобројни етиолошки фактори могу да доведу до губитка волумена крви у циркулацији, међу којима су најзначајнији;
| Етиолошки фактор               | Последице |
| ------------------------------ | --- |
| Крварење                       | Крварења према месту изливања крви деле се на; - Спољашња крварења: - ране не кожи, - отворени преломи, - крварење из уста и носа, - хемороиди - Унутрашња крварења: - руптура слезине, јетре, - повреде крвних судова, - гастроинтестинална крварења (крварећи чир, варикозитети једњака), - руптура аорте, - Мецкелов дивертикул - хематемеза |
| Губитак плазме                 | - Опекотине - Запаљење или сепса (синдром капиларне пропустљивости) - Нефротски синдром - Губитак течности у тзв. „трећи простор“ (опструкција црева, панкреатитис, перитонитис, асцитес...). |
| Губитак течности и електролита | - Акутни гастроентеритис, - повраћање - пролив - Прекомерно знојење и цистичне фиброзе, - Болести бубрега. |
| Ендокрине болести              | - Инсуфицијенција надбубрежне жлезде, - Шећерна болест, - Дијабетес инсипидус. |
| Релативна хиповолемија         | - Анафилакса - Сепса - Вазодилататорни клекови - Неуроаксијални блокови (спинални или епидурални) |

## Патофизиологија
Хемодинамске и биохемијске промене које се дешавају због губитка волумена у циркулацији умногоме зависе од;
- Брзине којом настају губици волумена.
- Количине изгубљеног волумена.
- Општег стања болесника, у моменту смањења волумена у циркулацији.[1]

Код постепеног губитка крви, активирају се компензаторни хемодинамски механизми који доводе до попуњавања интраваскуларног простора, што може за извесно време да одложи израженије поремећаје циркулације.
Смањење волумена у циркулацији, доводи до смањења прилива венске крви у срце. Ово смањује централни венски прилив и плућни капиларни притисак, што има за последицу смањен притисак пуњења леве коморе срца, смањење минутног волумена срца и појаву хипоксије на периферији.
Смањено снабдевања ткива кисеоником и низак крвни притисак надражују интракардијалне рецепторе, за низак притисак и барорецепторе у каротидном синусу и луку аорте који шаљу рефлексне одговоре преко каротидних центара у продуженој мождини. Настаје стимулација сржи надбубрега што доводи до ослобађања катехоламина. Тиме се активира адренергични механизам симпатикуса који се карактерише спазмом (вазоконстрикцијом) и повећаним отпором у периферним крвним судовима уз истовремено појачање контрактилне снаге срчаног мишића и убрзавање срчане фреквенције. Вазоконстрикција артеријских и прекапиларних сфинктера изазива снижење хидростатског притиска у капиларима због чега је смањена нормална дифузија течности из њих. Истовремено високо молекуларне супстанце, које ослобађа јетра повећавају онкотски притисак плазме, а резултат тога је дифузија у капиларе више од 1 литра течности на сат из околних ткива.
У плућима повећан тонус симаптикуса изазива тахипнеју (убрзано дисање), а у бубрезима вазоконстрикцију са смањеним протоком крви. Импулси долазе из јукстагломеруларног апарата, који ослобађа ренин, услед чега се ствара ангиотензин 1 и 2, а они даље стимулишу ослобађање алдостерона. Он заједно са антидиуретичким хормоном (АДХ) из хипофизе, повећава реапсорпцију натријума и воде, што одржава крвни волумен.
Адренергична реакција се не дешава у целом организму већ селективно у појединим деловима тела (слезина, панкреас, кожа). Ово омогућава смањење капацитет венског система, а у циркулацији се налази и до 1 литра крви више. Тако настаје редистрибуција крви у корист циркулације у виталним органима као што су срце, мозак и јетра. Коронарни проток у срцу, са 4-5% колико износи у нормалним физиолошким условима, расте на 15-25%. Тада ће једине манифестације хиповолемијског шока бити смањење масе еритроцита, хемоглобина и хематокрита. Иако ови механизми могу да компензују губитак запремине крви до одређене границе, ткивна оксигенација може бити угрожена, ако се благовремено не започне са лечењем.
Губитак циркулишуће течности изнад 28% укупне течности, организам не може да компензује, настаје исцрпљивање компензаторних механизама и продубљивање хиповолемијског шока, највероватније због хипоксије и ткивне ацидозе. У организму долази до периферне вазодилатације, застоја (стазе) крви у периферној циркулацији, што још више смањује прилив крви у срце и доводи до смањења минутног волумена срца и појаве иреверзибилног шока.
Паралелно са овим променама настаје и поремећај у онконтском притиску плазме и смањењу хидростатског притиска у капиларима што потенцира прелаз течности у интерстицијална ткива. На крају све ово појачава секрецију антидиуретског хормона и алдостерона.

## Клиничка слика
Клиничку слику код болесника у шоку карактерише следећа симптоматологија која се манифестује у неколико фаза;
| Фаза шока                              | Губитак крви          | Знаци и симптоми |
| -------------------------------------- | --------------------- | --- |
| Прва (компензаторна) фаза              | 15% (750 cm³)            | - Раздражљивост - Бледило коже - Хладни удови - Убрзан и мек пулс - Убрзан рад срца (тахикардија) - Нормална вредност крвног притиска - Блага анксиозност |
| Друга фаза                             | 15-30% (750-1500 cm³)    | - Сужење крвних судова (вазоконстрикција) престаје - Убрзан рад срца (тахикардија > 100 откуцаја/минути) - Убрзано дисање - Крвни притисак се одржава - Пораст дијастолног притиска - Ослабљен пулсни талас - Знојење изазвано стимулацијом симпатикуса - Блага узнемиреност Напомена: престанак сужење крвних судова (попушта вазоконстрикција) |
| Трећа фаза-рана декомпензација         | 30-40% (1.500-2.000 cm³) | - Сомноленција - Убрзано дисање (тахипнеа >30 респирација у минути) - Убрзан рад срца (>120 откуцаја у минути) - Смањено излучивање мокраће (олигурија) - Метаболичка ацидоза - Ниска вредност крвног притиска,(на 100 ) Напомена:смањена перфузија јетре, бубрега и интестиналног тракта                                                        |
| Четврта фаза-кардиореспираторни застој | > 40% (> 2000 cm³)       | - Дезоријентација (сужен ниво свести) - Периодично дисање - Веома слаб пулс - Екстремно убрзан рад срца (тахикардија са слабим пулсним таласом) - Тешка хипотензија (<70 ) - Неправилан рад срца - Кома Напомена: смањена прокрвљеност срца и мозга                                                                                              |

## Дијагноза
Дијагноза хиповолемијског шока се поставља на основу;
Клиничких симптома
У којима доминира; тахикардија (катехоламини), бледило коже, конфузија и кома (церебрална хипоксија), тахипнеја (хипоксија и ацидоза), жеђ, смањена диуреза (измокравање).
Хемодинамских промена
Хемодинамске промене у организму код хиповолемијског шока обухватају; крвни притисак, минутни волумен срца, периферни васкуларни отпор, централни венски притисак, мерење једночасовног измокравања (диурезе). 
Биохемијски промена у организму
Тежина шока поставља се на основу клиничке слике четири степена хеморагије (крварења)
|                                | Први степен     | Други степен            | Трећи степен          | Четврти степен           |
| ------------------------------ | --------------- | ----------------------- | --------------------- | ------------------------ |
| Губитак крви (ml)              | < 750 0-15%     | 750-1500 15-30%         | 1500-2000 30-40%      | > 2000 40%               |
| Фреквенција дисања (удаха/min) | Нормална        | Нормална                | Тахипнеја < 20        | Тахипнеја 20             |
| Пулс (откуцаја/min)            | Незнатно убрзан | 100-120                 | 120 филиформан        | > 120 веома слаб         |
| Систолни притисак (mmHg)       | Нормалан        | Нормалан                | Хипотензија           | Изражена хипотензија     |
| Диуреза (ml/h)                 | > 30            | 20-30                   | 10-20                 | 0-10                     |
| Ментални статус                | Поремећен       | Анксиозност Агресивност | Несвестица Конвулзије | Летаргија Губитак свести |

## Терапија
Са реанимацијом код хиповолемијског шока треба започети што пре (у току првих 24 до 48 часова). Ове мере су обично усмерене на спасавање живота и одржавање виталних функција, и имају следеће циљеве:
- Одржати интраваскуларни и минутни волумен срца, контролом крварења, надокнадом волумена и фармаколошком потпором миокарда
- Аналгезија
- Одржати функцију бубрега,
- Очувати плућну функцију, одржавањем проходности дисајних путева и адекватном оксигенацијом са 100% O2
- Лечење удружених повреда и њихових компликација,
- Лечење инфекције и контаминације опекотина и рана,
- Дијагностика и лечење претходно постојећих болести, (дијабетес и кардиоваскуларне болести).[5][7][2]